# مارك 46 (طوربيد)
يعد الطوربيد مارك 46 (MK 46) بمثابة العمود الفقري لتجهيزات البحرية الأمريكية من الطوربيدات الخفيفة المضادة للغواصات، وهو المعيار القياسي لحلف الناتو. وقد تم تصميم هذا الطوربيد الجوي لمهاجمة الغواصات عالية الأداء.

وفي عام 1989، بدأ برنامج ترقية رئيسي للمعيار (النسخة) 5 لتحسين أداء الطوربيد في المياه الضحلة. 

مارك 46 -والذي تم تقديمه لأول مرة في عام 1965- هو طوربيد خفيف مضاد للغواصات، ويتم إطلاقه من سفن السطح أو الطائرات ثابتة الجناح أو المروحيات، ويعتبر الإصدار الحالي من مارك 46 هو Mod 5A وهو طوربيد ثنائي السرعة، بتوجيه نشط أو نشط/سلبي.

و في سبتمبر 1996 قدمت البحرية الأمريكية طوربيد Mod 5A SW وبرنامج الخدمة Service Life Extension Program (SLEP) torpedo وتتميز هذه النسخة بأداء محسّن في مكافحة الإجراءات المضادة improved counter-countermeasure performance ، كما أن يتوفر لطوربيد هذه النسخة إعدادات مسبقة لتجنب القاع، وتحسين إمكانية الصيانة والموثوقية. 

## التصميم
للطوربيد مارك 46 تصميم تقليدي مع وجود كل من الموجه والرأس الحربي في الأنف، والوقود في الوسط، والمحرك وزعانف التحكم في المؤخرة.
وباستثناء النسخة الأصلية، فإن كافة النسخ من الطوربيد مارك 46 تستخدم محرك وقود Otto fuel.

ومع مرور الوقت تم تحسين التصميم وذلك بتحسين التوجيه، والبدن القوي، والوقود الجديد، ومحرك ثنائي السرعة. 

## التوجيه
يستخدم مارك 46 نظام توجيه نشط، وسلبي/نشط. وبمرور الوقت، تم تحسين جودة الباحث كما تم تطوير النماذج الأحدث بترقيات مختلفة لتحسين الأداء في المياه الضحلة.

## القوة النيرانية
يمتاز مارك 46 بمدى 8 كم وسرعة من 40 إلى 45 عقدة (74-83 كم/ساعة). ويتضمن التحسين المسمى NEARTIP تنصيب محرك ذو سرعتين فيمتد مدى الطوربيد ليصل إلى 11 كم. ويمكن لمارك 46 الاشتباك مع أهداف على أعماق تتراوح بين 15 إلى 400 متر تحت مستوى سطح البحر.

الرأس الحربي

- وزنه 45 كيلوغراما أقوى من تلك المستخدمة في العديد من الطوربيدات الخفيفة الوزن. 

- يتكون من مادة PBXN-103 شديدة الانفجار (شحنة سائبة)

## منصات الإطلاق
تستخدم مختلف فئات سفن السطح -من الفرقاطات إلى الطرادات- في نشر وإطلاق الطوربيد مارك 46، كما يمكن أيضا أن يتم إطلاق هذا الطوربيد جوياً بواسطة مروحيات مختلفة، ومنها إس إتش-60 سي هوك، و سيكورسكي سي إتش-124 سي كينج وويستلاند لينكس. 

ويتم نشر هذا الطوربيد أيضاً بوسائل غير تقليدية مثل MK 60 CAPTOR mine ، وصاروخ مضاد للغواصات ASROC

## الطوربيد واي يو-7 الصيني (Yu-7)
الطوربيد الصيني المنشأ واي يو 7 هو طوربيد خفيف الوزن ويعده البعض خليط من تقنيات الطوربيد مارك 46 بنسختيه Mod1 و Mod 2 مع تقنيات من الطوربيد الإيطالي A.224S 

وتشير بعض المصادر إلى أن الصين قد زاوجت بين الطوربيدين لتصل لنسختها من الطوربيد واي يو-7.

## المستخدمون
| أستراليا · البحرين · بلجيكا · البرازيل · كندا · تشيلي · الاكوادور · | مصر · فرنسا · المانيا · اليونان · الهند · أندونيسيا · إيران · | إسرائيل · إيطاليا · اليابان · الكويت · المكسيك · المغرب · هولندا · | نيوزيلندا · النرويج · باكستان · بيرو · البرتغال · السعودية · كوريا الجنوبية · | أسبانيا · تايوان · تايلاند · تركيا · الإمارات العربية المتحدة · المملكة المتحدة · الولايات المتحدة الأمريكية · |

### طوربيد خفيف
طوربيد إم يو 90

 الطوربيد الأمريكي مارك 54 (MK 54)

 طوربيد بلو شارك

### طوربيد ثقيل
طوربيد سي هاك DM2A4 

 الطوربيد الأمريكي مارك 48